# La Chapelle-Montmoreau
La Chapelle-Montmoreau település Franciaországban, Dordogne megyében. Lakosainak száma 75 fő (2022. január 1.). La Chapelle-Montmoreau Sceau-Saint-Angel, Saint-Front-sur-Nizonne, Brantôme en Périgord, Saint-Pancrace, Quinsac és Brantôme-en-Périgord községekkel határos.

## Népesség
A település népességének változása:
| Lakosok száma | 85   | 88   | 87   | 80   | 72   | 71   | 68   | 72   | 74   | 75   |
|               | 1968 | 1982 | 1990 | 2006 | 2013 | 2015 | 2017 | 2019 | 2020 | 2022 |